# Weltmeisterschaften im Bogenschießen 1997
Die Weltmeisterschaften im Bogenschießen 1997 wurden vom 17. bis 23. August in Victoria, British Columbia, Kanada ausgetragen.

## Ergebnisse

### Recurvebogen
| Disziplin         | Gold                                          | Silber                                                                       | Bronze                                                                          |
| ----------------- | --------------------------------------------- | ---------------------------------------------------------------------------- | ------------------------------------------------------------------------------- |
| Männer Einzel     | Kim Kyong-ho                                  | Christophe Peignois                                                          | Jang Yong-ho                                                                    |
| Frauen Einzel     | Kim Du-ri                                     | Cornelia Pfohl                                                               | Kim Jo-sun                                                                      |
| Männer Mannschaft | Südkorea Kim Kyung-ho Jang Yong-ho Kim Bo-ram | Norwegen Martinus Grov Bård Nesteng Haakon Haakonsen                         | Russland Balschinima Zyrempilow Waleri Lyssenko Juri Leontjiew Dmitri Paltschek |
| Frauen Mannschaft | Südkorea Kim Du-ri Kim Jo-sun Kong Hyon-ji    | Ukraine Olena Sadownitschnaja Tetjana Muntjan Lina Herassymenko Ilona Babich | Türkei Deniz Günay Zehra Öktem Elif Altınkaynak Esen Dönmez                     |

### Compoundbogen
| Disziplin         | Gold                                                                      | Silber                                                                       | Bronze                                                                        |
| ----------------- | ------------------------------------------------------------------------- | ---------------------------------------------------------------------------- | ----------------------------------------------------------------------------- |
| Männer Einzel     | Dee Wilde                                                                 | Terry Ragsdale                                                               | Clint Freeman                                                                 |
| Frauen Einzel     | Fabiola Palazzini                                                         | Catherine Pellen                                                             | Jamie van Natta                                                               |
| Männer Mannschaft | Ungarn János Povázson Antal Szokol Tibor Ondrik                           | Spanien Juan Sancho José Ignacio Catalán Antonio Cerra Alberto Blásquez      | Kanada Hermel Volpe Brian Bagnall Jean-Claude Lacerte Andy Fochuk             |
| Frauen Mannschaft | Italien Fabiola Palazzini Serena Pisano Cristina Pernazza Anna Campagnoli | Vereinigte Staaten Jamie van Natta Tara Swanney Michelle Ragsdale Nancy Zorn | Frankreich Catherine Pellen Catherine Deburck Valérie Fabre Michele Deloraine |

## Medaillenspiegel
| Platz  | Land               | Gold | Silber | Bronze | Gesamt |
| ------ | ------------------ | ---- | ------ | ------ | ------ |
| 1      | Südkorea           | 4    | –      | 2      | 6      |
| 2      | Italien            | 2    | –      | –      | 2      |
| 3      | Vereinigte Staaten | 1    | 2      | 1      | 4      |
| 4      | Ungarn             | 1    | –      | –      | 1      |
| 5      | Frankreich         | –    | 1      | 1      | 2      |
| 6      | Belgien            | –    | 1      | –      | 1      |
| 6      | Deutschland        | –    | 1      | –      | 1      |
| 6      | Norwegen           | –    | 1      | –      | 1      |
| 6      | Spanien            | –    | 1      | –      | 1      |
| 6      | Ukraine            | –    | 1      | –      | 1      |
| 11     | Australien         | –    | –      | 1      | 1      |
| 11     | Kanada             | –    | –      | 1      | 1      |
| 11     | Russland           | –    | –      | 1      | 1      |
| 11     | Türkei             | –    | –      | 1      | 1      |
| Gesamt | Gesamt             | 8    | 8      | 8      | 24     |